# プロレス地獄変
『プロレス地獄変』（プロレスじごくへん）は、原田久仁信による日本の漫画作品。2007年より『別冊宝島』のプロレス関連ムックに連載された漫画シリーズである。

## 概要
1980年代に『プロレススーパースター列伝』で一世を風靡しながら、2000年代には漫画家を廃業していた原田久仁信の復帰作。プロレス業界をテーマとした実録漫画で、関係者の視点から見たマット界の裏側が描かれている。
ミスター高橋や永島勝司、阿修羅原、泉田純、渕正信らプロレス関係者の取材に基づいており、彼らが主役として登場することが多い。あくまで語り手となる当事者からの物語であるため、客観性に欠ける部分がある点には注意が必要である。
一例として、「道場破りに来た岩釣兼生が、若手に過ぎない渕正信とスパーリングをして押されたために入団を断念した」というエピソードがあるが（渕は『Gスピリッツ』8号でもこの逸話を語っている）、岩釣の認識では「渕は入団交渉の際に一緒にトレーニングを行ったうちの一人にすぎず、名前も覚えていない」と『Gスピリッツ』9号で証言している。

## 単行本
- 『劇画 プロレス夢十夜』（2012年、宝島社） ISBN 978-4796680400
- 『劇画 プロレス地獄変』（2013年、宝島社） ISBN 978-4-8002-1557-4
- 『増補DX完全版 劇画 プロレス地獄変』（2017年、宝島社）ISBN 978-4800278876